# Samwel Petrosjan
Samwel Petrosjan, orm. Սամվել Պետրոսյան, ros. Самвел Александрович Петросян, Samwieł Aleksandrowicz Pietrosian (ur. 27 września 1954 w Erywaniu, Armeńska SRR) – ormiański piłkarz, grający na pozycji napastnika, a wcześniej pomocnika, trener piłkarski.

## Kariera piłkarska

### Kariera klubowa
Wychowanek Republikańskiej Szkoły Piłkarskiej w Erywaniu. W 1973 rozpoczął karierę piłkarską w klubie Ararat Erywań, w którym występował przez 11 lat. W 1985 zakończył karierę piłkarską w klubie Kotajk Abowian.

## Kariera trenerska
Po zakończeniu kariery piłkarskiej rozpoczął pracę szkoleniową. Od 1986 najpierw pomagał trenować Kotajk Abowian, od 1988 pracował jako trener-konsultant w klubie Ararat Erywań. Dopiero w 1990 po raz pierwszy samodzielnie prowadził Araks Oktemberian. Potem do 1996 z przerwami pracował na różnych stanowiskach w Kotajku Abowian. W 1992 pomagał trenować narodową reprezentację Armenii oraz prowadził klub Kilikia Erywań. Latem 1996 stał na czele FC Erywań, również w tym czasie prowadził młodzieżową reprezentację Armenii. Później pracował także z juniorskimi reprezentacjami U-17 i U-19. W różnych latach prowadził kluby Araks Erywań, Mika Erywań i Pjunik Erywań. W czerwcu 2007 stał na czele klubu Gandzasar Kapan, z którym zdobył najwięcej tytułów. Jednak potem gra klubu nie była najlepszą i w 2009 został zwolniony z zajmowanego stanowiska. 25 listopada 2010 roku został zaproszony na stanowiko głównego trenera do Sziraka Giumri, z którym pracował do lata 2011.

## Sukcesy i odznaczenia

### Sukcesy klubowe
- wicemistrz ZSRR: 1976 (w)
- zdobywca Pucharu ZSRR: 1975
- finalista Pucharu ZSRR: 1976

### Sukcesy trenerskie
- mistrz Armenii: 2006
- brązowy medalista mistrzostw Armenii: 1996/97, 2008
- finalista Pucharu Armenii: 1995/96, 2011
- zdobywca Superpucharu Armenii: 2007

### Odznaczenia
- tytuł Mistrza Sportu ZSRR: 1976